# Maleville
Maleville (okzitanisch Malavila) ist eine französische Gemeinde mit 953 Einwohnern (Stand: 1. Januar 2022) im Département Aveyron in der Region Okzitanien. Die Gemeinde gehört zum Arrondissement Villefranche-de-Rouergue und zum Kanton Villeneuvois et Villefranchois. Die Einwohner werden Malevillois und Malevilloises genannt. 

## Geografie
Maleville liegt etwa 25 Kilometer südsüdöstlich von Figeac am Alzou. Umgeben wird Maleville von den Nachbargemeinden Saint-Igest im Norden, Drulhe im Norden und Nordosten, Lanuéjouls im Nordosten und Osten, Compolibat und Brandonnet im Osten, Le Bas Ségala im Süden und Südosten, Villefranche-de-Rouergue im Südwesten, Saint-Rémy im Westen sowie Villeneuve im Westen und Nordwesten.

## Demografie
| Jahr                       | 1962 | 1968 | 1975 | 1982 | 1990 | 1999 | 2006 | 2019 |
| Einwohner                  | 1027 | 1010 | 906  | 919  | 921  | 905  | 928  | 938  |
| Quellen: Cassini und INSEE |      |      |      |      |      |      |      |      |

## Sehenswürdigkeiten

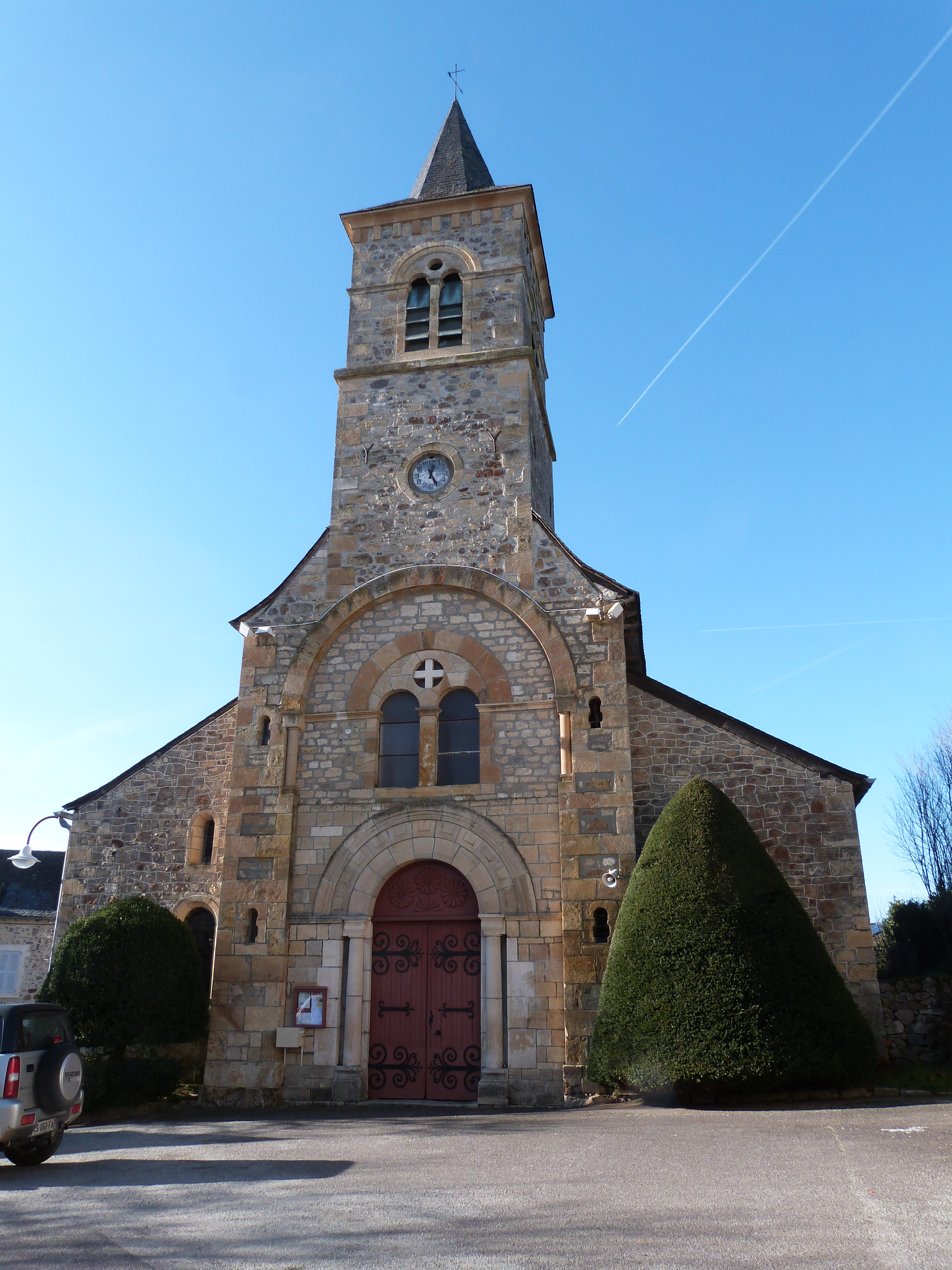
Kirche Saint-Hilaire

- Kirche von Lalo, im 15. Jahrhundert wieder aufgebaut, 1946 restauriert
- Romanische Kirche Saint-Jean-de-Sabadel
- Kirche von Artigues aus dem 16. Jahrhundert
- Kirche Saint-Hilaire aus dem 18. Jahrhundert, früheres Gotteshaus des Konvents Notre-Dame-de-la-Merci, der im 13. Jahrhundert gegründet worden war
- Schloss Puech-Méja, im 14. Jahrhundert erbaut, Umbauten aus dem 17. Jahrhundert

## Persönlichkeiten
- Roger Froment (1928–2006), Bischof von Tulle (1985–1996)